# Juan Nepomuceno de Justiniano y Arribas
Juan Nepomuceno de Justiniano y Arribas (Sevilla, 1821-Badajoz, 1901) fue un escritor y militar español

## Biografía
Nacido en Sevilla el 2 de septiembre de 1821, recibió el bautismo en la parroquia del Sagrario.
Hermanando las armas con las letras, fue coronel de caballería, miembro de la Real Academia Sevillana de Buenas Letras y dos veces benemérito de la patria. Galardonado con la cruz y placa de San Hermenegildo y la de San Fernando, obtenidas por méritos de guerra, falleció en Badajoz el 20 de febrero de 1901.
Publicó Poesías (Sevilla, 1862), el Romancero de Guzmán el Bueno, la introducción y canto primero del poema Hernán Cortés, otro poema titulado Colón y otro Roger de Flor. Su profundo sentido religioso resaltaría en las estrofas de las odas A Dios y A la Santa Cruz. También escribió El Poeta y ensayos épicos. El Roger de Flor contiene según Méndez Bejarano «muchas bellezas, singularmente en los episodios, y caracteres de extremada delicadeza, como el de Zayra, destinada a expirar sobre la tumba de su amado». En el tomo iv de la Revista de Ciencias, Literatura y Arte, de Sevilla, se halla un estudio del poema.